# El Romeral (mina)
La mina de El Romeral es una de las mayores explotaciones de hierro en Chile. Este mineral se ubica en la Región de Coquimbo, específicamente en la comuna de La Serena, a unos 20 km al norte de dicha ciudad. Este mineral forma parte del «cinturón de hierro de Chile», franja ferrífera que cruza longitudinalmente desde la Región de Antofagasta hasta la Región de Coquimbo.

## Características
El Romeral es una mina de hierro que produce finos, granzas y pellets feed, tanto para el mercado nacional (siderúrgica Huachipato) como para la exportación (Estados Unidos y Japón). Sus reservas medidas alcanzan a 38,9 millones de toneladas con una ley media de 48 % de hierro y una ley de corte de 30 % de hierro. Se destaca como una de las minas de hierro más importantes, junto a la de Algarrobo y Los Colorados.

## Historia
El yacimiento fue sondeado y analizado desde inicios del siglo XX. En 1934 la compañía estadounidense Bethlehem Steel la compra y deja como reserva para el futuro. Entre 1948 y 1949, previo al agotamiento de El Tofo, la empresa Bethlehem hizo el estudio completo de El Romeral. En 1949 se firma un convenio con la CAP para abastecer a la siderúrgica Huachipato por al menos 20 años. Desde 1950 hasta 1955, esta misma compañía hizo la preparación de la mina a cielo abierto, instaló maestranzas, talleres, oficinas y bodegas; para ello se trasladó parte importante de lo que había en el Tofo. Ya en 1955 se comenzó la explotación de la mina y en 1956 se empezó a embarcar el mineral desde el muelle de Guayacán que había sido proyectado durante el Plan Serena y se construyó una vía férrea que conecta el yacimiento con Coquimbo. En esa época, los principales destinos del hierro de El Romeral eran las acerías de Bethlehem Steel Co.(Estados Unidos) y de Huachipato (hoy CAP Acero); las acerías japonesas de NKK, Sumitomo, Kawasaki, Nippon Steel y Kobe Steel desde 1960; Reiss Viking Steel Company de EE. UU. desde 1987, y las acerías chinas de Jinan Steel y Hangzhou Steel desde 2000.
El 23 de mayo de 1971, dentro de las políticas del gobierno de Salvador Allende, el directorio de la CAP compró a Bethlehem Chile Iron Mines Co. todos los derechos sobre la mina de El Romeral. Esta acción fue uno de los mejores negocios hechos por la CAP en su historia.